# Aneuploidi
Aneuploidi innebär en avvikelse av antalet kromosomer, från det normala hos en individ, vilket i regel orsakar sjukdom. Människan är diploid, det vill säga att celler har dubbla kromosomuppsättningar och varje avvikelse från detta innebär aneuploidi. Till exempel har individer med Downs syndrom 47 kromosomer vilket innebär en avvikelse från de 46 parade kromosomerna i normaltillståndet.
Aneuploidi ses vanligen i cancerceller. Aneuploidin hos dessa kan uppkomma av defekter i proteiner som har som funktion att separera kromosomer under mitosen (celldelningen). Aneuplodin som uppstår hos dessa celler kan bidra till cancerutvecklingen genom att skapa extra kopior av onkgener.